# Stark Naked and Absolutely Live
Stark Naked and Absolutely Live è un album dal vivo del gruppo musicale tedesco Alphaville, pubblicato nel 2000.

## Tracce
1. Sounds Like a Melody – 6:50
2. Guardian Angel – 4:30
3. Cosmopolitician – 5:56
4. A Victory of Love – 5:02
5. Monkey in the Moon – 4:44
6. New Horizons – 5:48
7. Wishful Thinking – 5:20
8. Jerusalem – 4:04
9. Flame – 4:06
10. Big in Japan – 6:05
11. Forever Young – 5:43
12. Apollo (con una versione acustica di Dance with Me dal minuto 9:22) – 14:50

## Formazione
- Marian Gold – voce
- Martin Lister – tastiere, cori
- Rob Harris – chitarre, cori
- Shane Meehan – batteria, percussioni